# Condado de Logan (Kentucky)
El condado de Logan (en inglés: Logan County), fundado en 1792, es uno de 120 condados del estado estadounidense de Kentucky. En el año 2000, el condado tenía una población de 26 573 habitantes y una densidad poblacional de 19 personas por km². La sede del condado es Russellville.

## Geografía
Según la Oficina del Censo, el condado tiene un área total de 1443 km² (557,1 mi²), de la cual 1440 km² (556 mi²) es tierra y 3 km² (1,2 mi²) (0.25%) es agua.

### Condados adyacentes
- Condado de Muhlenberg (noroeste)
- Condado de Butler (norte)
- Condado de Warren (noreste)
- Condado de Simpson (sureste)
- Condado de Robertson (Tennessee) (sur)
- Condado de Todd (oeste)

## Demografía
Según la Oficina del Censo en 2000, los ingresos medios por hogar en el condado eran de $ 32 474, y los ingresos medios por familia eran $ 39 307. Los hombres tenían unos ingresos medios de $ 29 750 frente a los $ 20 265 para las mujeres. La renta per cápita para el condado era de $ 15 962. Alrededor del 15,5% de la población estaban por debajo del umbral de pobreza.

## Localidades
| - Adairville - Auburn - Lewisburg | - Olmstead - Russellville |